# ベリテンライブ
ベリテンライブは、エフエム栃木が主催する日本のロック・フェスティバル。毎年8月下旬から9月中旬にかけて栃木県宇都宮市内のライブハウス（主にHEAVEN'S ROCK宇都宮VJ-2（旧称・宇都宮VOGUE））と栃木県真岡市の井頭公園で開催される。

## 概要
- 音楽ファンにアーティストと出会いの場を提供し音楽を生で体験する喜びを感じてもらいたいとの考えから[2]、宇都宮市内のライブハウスで数日間開催のライブハウスステージと井頭公園での野外ステージで構成されている。
- 2003年にエフエム栃木の開局10周年記念事業として初開催された[3][4]。2003年の野外ステージは宇都宮市農林公園ろまんちっく村で開催された。2004年と2005年の野外ステージも同所で開催され[5]、2006年より真岡市の井頭公園での開催となっている[6]。
- 正式名称は、ライブハウスステージが「ベリテンライブ○○」、野外ステージが「JA共済 presents RADIO BERRY ベリテンライブ○○ Special」○○は西暦年[7]となっている。
- 新型コロナウイルス感染症の世界的流行 (2019年-)の影響により、2020年と2021年は開催中止となったため2024年の開催で通算20回目となる[2]。
- 2020年までの野外ステージは土日または祝日いずれか1日であったが、2021年より感染拡大防止の為一日あたりの入場者数制限も加味し土日の2日間の開催となった（※後述の通り2021年が中止・延期となったため2022年から2Days制で実施）[8]。

## 歴史

### 2003年
- ライブハウスステージが9月13日 - 15日の3日間「ベリテンライブ2003at宇都宮VOGUE」[4]、ろまんちっく村での野外ステージが9月15日[9]。

| 会場         | 月日    | 出演者                                                                                       |
| ライブハウス | 9月13日 | KUMACHI／スキマスイッチ／スネオヘアー／マカロニコンプレックス／WONDERS                       |
| ライブハウス | 9月14日 | キャプテンストライダム／THE JERRY LEE PHANTOM／THE NEATBEATS／THE PRIVATES                   |
| ライブハウス | 9月15日 | ASIAN KUNG-FU GENERATION／CRUNCH／ジャパハリネット／THE STAND UP／THE PAN                    |
| 野外ステージ | 9月15日 | GRAPEVINE／GOING UNDER GROUND／THE HIGH-LOWS／Theピーズ／THE BOOM／Hermann H.&The Pacemakers |

### 2004年
- ライブハウスステージが9月13日 - 18日の3日間、ろまんちっく村での野外ステージが9月18日[10]。

| 会場         | 月日    | 出演者 |
| ライブハウス | 9月13日 | THE宇都宮ROCK STARS／APES／黒くぬれ／Jun／ちゃこぺん／トコイツヨシ／FREE WAY／マスタリングカフェ／SHURIKEN(SpecialGuest)                 |
| ライブハウス | 9月14日 | CRUNCH／コンコンジャンプ／THE STAND UP／マスラヲコミッショナー                                                                           |
| ライブハウス | 9月15日 | キャプテンストライダム／SCARLET／スムルース／椿屋四重奏／WONDERS                                                                         |
| ライブハウス | 9月16日 | THE JERRY LEE PHANTOM／THE NEATBEATS+クハラカズユキ／フラワーカンパニーズ／マカロニコンプレックス／THE LOCAL ART                         |
| ライブハウス | 9月17日 | KUMACHI／残像カフェ／東京60WATTS／THE NEUTRAL／Magnum BOWL8                                                                              |
| ライブハウス | 9月18日 | 諌山実生／大林正樹／熊木杏里／竹仲絵里／山口晶                                                                                           |
| 野外ステージ | 9月19日 | 河口恭吾／GOING UNDER GROUND／斉藤和義／Do As Infinity／nobodyknows+／浜崎貴司&MCU／PE'Z／BONNIE PINK／MALCO／PULLTOP JUICE(Opening Act) |

### 2005年
- ライブハウスステージが9月10日 - 17日の8日間、ろまんちっく村での野外ステージが9月18日[11]。

| 会場         | 月日    | 出演者 |
| ライブハウス | 9月10日 | THE宇都宮ROCK STARS／黒くぬれ／JZ／しばのまり子／DIRTY OLD MEN／ちゃこぺん／BIGAMIST／ファーマーズ                                          |
| ライブハウス | 9月11日 | JERRY LEE PHANTOM／新宿フォーク／Scoobie Do／メガネビジョン／Radio Caroline                                                                 |
| ライブハウス | 9月12日 | THEイナズマ戦隊／SHURIKEN／THE STAND UP／BEAN BAG／マカロニコンプレックス                                                                   |
| ライブハウス | 9月13日 | ANATAKIKOU／tobaccojuice／風味堂／bonobos／Magnum BOWL8                                                                                     |
| ライブハウス | 9月14日 | 音速ライン／つばき／メレンゲ／ランクヘッド／WONDERS                                                                                         |
| ライブハウス | 9月15日 | 熊木杏里／佐藤ひろこ／ナチュラル ハイ／navy&ivory／馬場俊英                                                                                 |
| ライブハウス | 9月16日 | APES／cune／KUMACHI／スムルース／ザ・ベイビースターズ                                                                                       |
| ライブハウス | 9月17日 | おおはた雄一／ゲントウキ／ストレンジヌードカルト／竹仲絵里／ビアンコネロ                                                                    |
| 野外ステージ | 9月18日 | キャプテンストライダム／GOING UNDER GROUND／斉藤和義／スネオヘアー／セカイイチ／DEPAPEPE／THE HIGH-LOWS／PUFFY／マツリルカ（浜崎貴司＋MCU） |

### 2006年
- ライブハウスステージが9月8日 - 16日の8日間、井頭公園の野外ステージが9月17日[12]。

| 会場         | 月日    | 出演者 |
| ライブハウス | 9月8日  | APES／ELLIE's scramble stone／オトナモード／しばのまり子／the strange drama／Dirty Old Men                                  |
| ライブハウス | 9月9日  | セカイイチ／曽我部恵一BAND／THE NEATBEATS／フラワーカンパニーズ／マカロニコンプレックス                                     |
| ライブハウス | 9月10日 | ジェット機／SHURIKEN／THE STAND UP／the BOOGIE JACK／Yum!Yum!ORANGE                                                         |
| ライブハウス | 9月11日 | ANATAKIKOU／アナログフィッシュ／STAN／スパルタローカルズ／メガネビジョン                                                    |
| ライブハウス | 9月12日 | イマイユウ／残像カフェ／Hanaboy／ロクセンチ／ワカバ                                                                         |
| ライブハウス | 9月13日 | UNDER THE COUNTER／つばき／てるる...／No Regret Life／plane                                                                 |
| ライブハウス | 9月14日 | the ARROWS／東京60WATTS／THE BEACHS／POLYSICS／riddim saunter                                                               |
| ライブハウス | 9月15日 | e-sound speaker／キンモクセイ／ビアンコネロ／FREENOTE／ポメラニアンズ                                                       |
| ライブハウス | 9月16日 | 植村花菜／熊谷尚武／ケイタク／馬場俊英／平絵里香                                                                            |
| 野外ステージ | 9月17日 | アンジェラ・アキ／GANGA ZUMBA／キャプテンストライダム／くるり／GRAPEVINE／GOING UNDER GROUND／浜崎貴司／森山直太朗／YO-KING |

### 2007年
- ライブハウスステージがHEAVEN'S ROCK宇都宮にて9月8日 - 15日の7日間、井頭公園での野外ステージが9月16日[13]。
- 野外ステージのチケットは完売し8,500人が入場した[14]。

| 会場         | 月日    | 出演者 |
| ライブハウス | 9月8日  | スイミーズ／太陽族／鶴／midnightPumpkin／Yum!Yum!ORANGE                                                                                       |
| ライブハウス | 9月9日  | UNDER THE COUNTER／シュノーケル／スムルース／No Regret Life／メガネビジョン                                                                   |
| ライブハウス | 9月10日 | EDDY／熊谷尚武／the strange drama／ビアンコネロ／FREENOTE                                                                                     |
| ライブハウス | 9月11日 | ザ50回転ズ／曽我部恵一BAND／てるる...／TOMOVSKY／マカロニコンプレックス                                                                       |
| ライブハウス | 9月12日 | ala／Dirty Old Men／THE BEACHS／hare-brained unity／ROCK'A'TRENCH                                                                             |
| ライブハウス | 9月13日 | e-sound speaker／甲斐名都／キンモクセイ／残像カフェ／風鈴カラン                                                                               |
| ライブハウス | 9月14日 | ANATAKIKOU／オトナモード／セカイイチ／つばき／ラムランプ                                                                                      |
| ライブハウス | 9月15日 | 工藤慎太郎／佐藤ひろこ／谷口宗一／拝郷メイコ／平川地一丁目                                                                                    |
| 野外ステージ | 9月16日 | ASIAN KUNG-FU GENERATION／GANBA ZUMBA／キャプテンストライダム／GOING UNDER GROUND／GO!GO!7188／斉藤和義／元ちとせ／FUNKY MONKEY BABYS／風味堂 |

### 2008年
- ライブハウスステージが9月6日 - 13日の8日間、井頭公園での野外ステージが9月14日[15]。

| 会場         | 月日    | 出演者 |
| ライブハウス | 9月6日  | ザ・キャプテンズ／コダマセントラルステーション／風鈴カラン／ワカバ／!wagero!                                                                       |
| ライブハウス | 9月7日  | e-sound speaker／ghostnote／サクラメリーメン／Dirty Old Men／つばき                                                                                |
| ライブハウス | 9月8日  | せきずい／THE NEUTRAL／ビアンコネロ／ひなた／ラムランプ                                                                                            |
| ライブハウス | 9月9日  | KELUN／残像カフェ／Scoobie Do／THE NEATBEATS／No Regret Life                                                                                       |
| ライブハウス | 9月10日 | カラーボトル／スムルース／セカイイチ／メガネビジョン／LOST IN TIME                                                                                 |
| ライブハウス | 9月11日 | ANATAKIKOU／APOGEE／UNCHAIN／鶴／riddim saunter |
| ライブハウス | 9月12日 | オトナモード／スイミーズ／超飛行少年／UNISON SQUARE GARDEN／Laugh Line                                                                             |
| ライブハウス | 9月13日 | イマイユウ／神山みさ／熊谷尚武／TAKAHIRO／千綿偉功                                                                                                 |
| 野外ステージ | 9月14日 | 中孝介／いきものがかり／音速ライン／GOING UNDER GROUND／斉藤和義／サンボマスター／SEAMO／FUNKY MONKEY BABYS／真心ブラザーズ／pe'zmoku(Opening Act) |

### 2009年
- ライブハウスステージが9月4日 - 11日の8日間、井頭公園での野外ステージが9月12日[16]。

| 会場         | 月日    | 出演者 |
| ライブハウス | 9月4日  | ザ・キャプテンズ／Cure Rubbish／ドクターベイビー／ひなた |
| ライブハウス | 9月5日  | アンダーグラフ／スムルース／せきずい／ラムランプ |
| ライブハウス | 9月6日  | オトナモード／竹仲絵里／D.W.ニコルズ／堂島孝平 |
| ライブハウス | 9月7日  | サクラメリーメン／THE NEATRAL／Peaky SALT／山口貴大 |
| ライブハウス | 9月8日  | e-sound speaker／つばき／DOES／のあのわ／ |
| ライブハウス | 9月9日  | the chef cooks me／serial TV drama／Dirty Old Men／竹内電気                                                                                                  |
| ライブハウス | 9月10日 | スイミーズ／椿屋四重奏／monobright／LOVE LOVE LOVE |
| ライブハウス | 9月11日 | キャプテンストライダム／セカイイチ／People In The Box／UNISON SQUARE GARDEN                                                                                  |
| 野外ステージ | 9月12日 | Aqua Timez／ザ・クロマニヨンズ／GOING UNDER GROUND／GO!GO!7188／10-FEET／THE BOOM／FUNKY MONKEY BABYS／BONNIE PINK／ROCK'A'TRENCH／カラーボトル(Opening Act) |

### 2010年
- ライブハウスステージが9月3日 - 11日の9日間、井頭公園での野外ステージが9月12日[17]。

| 会場         | 月日          | 出演者 |
| ライブハウス | 9月3日        | 大知正紘／カラーボトル／Cure Rubbish／サクラメリーメン |
| ライブハウス | 9月4日        | JiLL-Decoy association／竹仲絵里／山口貴大／ワカバ |
| ライブハウス | 9月5日        | OverTheDogs／竹内電気／ピロカルピン／へきれき |
| ライブハウス | 9月6日        | OCEANLANE／Dirty Old Men／つばき／Lyu:Lyu |
| ライブハウス | 9月7日        | American Short Hair／e-sound speaker／ウラニーノ／近藤夏子／Leaflet Design |
| ライブハウス | 9月8日        | a flood of circle／セカイイチ／FoZZtone／LOVE LOVE LOVE |
| ライブハウス | 9月9日        | アンダーグラフ／熊谷尚武／ひなた／ラムランプ／LOOP CHILD |
| ライブハウス | 9月10日       | S.R.S／のあのわ／ほたる日和／メレンゲ |
| ライブハウス | 9月11日       | ARUYO／BLACK BORDERS |
| 野外ステージ | 2010年9月12日 | andymori／ザ・クロマニヨンズ／GOING UNDER GROUND／SPECIAL OTHERS／フラワーカンパニーズ／THE BOOM／THE BAWDIES／UNICORN／Sonar Pocket(Opening Act)／Dirty Old Men(Opening Act) |

### 2011年
- ライブハウスステージが8月19日 - 21日および26日 - 28日、9月2日 - 4日の計9日間、井頭公園での野外ステージが9月11日[18]。

| 会場         | 月日    | 出演者 |
| ライブハウス | 8月19日 | カラーボトル／空中ループ／スムルース／竹内電気                                                                                                 |
| ライブハウス | 8月20日 | アシガルユース／Cure Rubbish／LOVE LOVE LOVE／LOOP CHILD                                                                                       |
| ライブハウス | 8月21日 | AJISAI／真空ホロウ／ピロカルピン／a little risky                                                                                               |
| ライブハウス | 8月26日 | 齊藤ジョニー／JiLL-Decoy association／世武裕子／羊毛とおはな                                                                                   |
| ライブハウス | 8月27日 | 長友聖也／ビアンコネロ／やなわらばー／山口貴大／横田悠二                                                                                       |
| ライブハウス | 8月28日 | 石野田奈津代／竹仲絵里／Dew |
| ライブハウス | 9月2日  | カミナリグモ／セカイイチ／TRIPLANE／Lyu:Lyu |
| ライブハウス | 9月3日  | オズ／Dirty Old Men／フーバーオーバー／アップル斎藤と愉快なヘラクレスたち                                                                      |
| ライブハウス | 9月4日  | 音速ライン／チリヌルヲワカ／lego big morl |
| 野外ステージ | 9月11日 | HY／斉藤和義／［Champagne］／ストレイテナー／SPECIAL OTHERS／Sonar Pocket／フラワーカンパニーズ／THE BAWDIES／MONGOL800／大知正紘(Opening Act) |

### 2012年
- ベリテンライブ10周年記念ホールコンサートを栃木県総合文化センターで8月19日開催[19]。
- ライブハウスステージが8月24日 - 26日および8月30日 - 9月1日の計6日間、井頭公園での野外ステージが9月9日[20]。

| 会場         | 月日    | 出演者 |
| ホール       | 8月19日 | 高橋優／FLYING KIDS／moumoon |
| ライブハウス | 8月24日 | コトリンゴ／世武裕子／日食なつこ／羊毛とおはな |
| ライブハウス | 8月25日 | アンダーグラフ／Cure Rubbish／Dew／山口貴大／横田悠二 |
| ライブハウス | 8月26日 | 高橋ちか／竹仲絵里／拝郷メイコ |
| ライブハウス | 8月30日 | KEYTALK／竹内電気／秀吉／FLiP |
| ライブハウス | 8月31日 | アップル斎藤と愉快なヘラクレスたち／アシガルユース／空想委員会／Droog／banbi                                                                                                 |
| ライブハウス | 9月1日  | AJISAI／Dirty Old Men／ピロカルピン／Lyu:Lyu |
| 野外ステージ | 9月9日  | ASIAN KUNG-FU GENERATION／木村カエラ／ザ・クロマニヨンズ／GOING UNDER GROUND／［Champagne］／東京スカパラダイスオーケストラ／BIGMAMA／THE BAWDIES／齊藤ジョニー(Opening Act) |

### 2013年
- ホールコンサートが栃木県教育会館で7月12日。ライブハウスステージが8月24・25日と8月28日 - 9月1日の計7日間、井頭公園での野外ステージが9月8日[21]。

| 会場         | 月日    | 出演者 |
| ホール       | 7月12日 | きのこ帝国／GOING UNDER GROUND／BIGMAMA／DIRTY OLD MEN                                                                                     |
| ライブハウス | 8月24日 | suzumoku／NIKIIE／蜜 |
| ライブハウス | 8月25日 | 井手綾香／住岡梨奈／竹仲絵里 |
| ライブハウス | 8月28日 | indigo la End／真空ホロウ／FoZZtone／polly／Lyu:Lyu                                                                                        |
| ライブハウス | 8月29日 | OverTheDogs／グッドモーニングアメリカ／SAKANAMON／SHIT HAPPENING                                                                           |
| ライブハウス | 8月30日 | KEYTALK／the chef cooks me／Czecho No Republic／PHONO TONES／ふくろうず／                                                                  |
| ライブハウス | 8月31日 | アシガルユース／カラーボトル／THEイナズマ戦隊／パンパンの塔／wacci                                                                         |
| ライブハウス | 9月1日  | 小林太郎／DIRTY OLD MEN／Dr.DOWNER／Drop's／BYEE the ROUND                                                                                 |
| 野外ステージ | 9月8日  | 安藤裕子／［Champagne］／SCANDAL／Chara／東京スカパラダイスオーケストラ／Dragon Ash／秦基博／BIGMAMA／Base Ball Bear／UNISON SQUARE GARDEN |

### 2014年
- ホールコンサートが栃木県教育会館で8月10日。ライブハウスステージが8月23日 - 29日の7日間、井頭公園での野外ステージが9月7日[22]。

| 会場         | 月日    | 出演者 |
| ホール       | 8月10日 | 藍坊主／グッドモーニングアメリカ／cinema staff／polly(Opening Act)                                                                                 |
| ライブハウス | 8月23日 | おおたえみり／南壽あさ子／NIKIIE |
| ライブハウス | 8月24日 | タイナカ彩智／竹仲絵里／見田村千晴 |
| ライブハウス | 8月25日 | The Cheserasera／Suck a Stew Dry／DIRTY OLD MEN／LEGO BIG MORL                                                                                     |
| ライブハウス | 8月26日 | シナリオアート／TAMTAM／Czecho No Republic／bonobos                                                                                                |
| ライブハウス | 8月27日 | asobius／go!go!vanillas／テスラは泣かない。／Hello Sleepwalkers                                                                                    |
| ライブハウス | 8月28日 | The cold tommy／真空ホロウ／ドラマチックアラスカ／LAMP IN TERREN                                                                                   |
| ライブハウス | 8月29日 | OverTheDogs／SHIT HAPPENING／SUPER BEAVER／phatmans after school                                                                                   |
| ライブハウス | 8月31日 | QOOLAND／said／04 Limited Sazabys／Brian the Sun／polly／ワタナベマユ                                                                              |
| 野外ステージ | 9月7日  | ［Alexandros］／SPECIAL OTHERS／the telephones／10-FEET／パスピエ／HEY-SMITH／THE BAWDIES／UNISON SQUARE GARDEN／RIP SLYME／家入レオ(Starting Act) |

### 2015年
- ライブハウスステージが8月22日と24日 - 30日の計8日間、井頭公園での野外ステージが9月6日[23]。

| 野外ステージ | 9月6日 | 奥田民生／go!go!vanillas／佐野元春＆THE COYOTE BAND／SPECIAL OTHERS／Czecho No Republic／10-FEET／東京スカパラダイスオーケストラ／パスピエ／04 Limited Sazabys／THE BAWDIES サンドクロック（Opening Act）、polly（Opening Act） |

### 2016年
- ライブハウスステージが8月20日と22日 - 28日の計8日間、井頭公園での野外ステージが9月4日[24]。

| 野外ステージ | 9月4日 | [Alexandros]／KEYTALK／キュウソネコカミ／クリープハイプ／ザ・クロマニヨンズ／04 Limited Sazabys／MANISH BOYS／UNISON SQUARE GARDEN／夜の本気ダンス／ ヒトリエ（Starting Act） |

### 2017年
- ライブハウスステージが8月26日 - 9月3日の9日間、井頭公園での野外ステージが9月9日[25]。

| 野外ステージ | 9月9日 | ASIAN KUNG-FU GENERATON／THE ORAL CIGARETTES／クリープハイプ／ザ・クロマニヨンズ／SHISHAMO／sumika／04 Limited Sazabys／BLUE ENCOUNT／WANIMA／ DADARAY（Starting Act） |

### 2018年
- ライブハウスステージが8月25日 - 9月2日の9日間、井頭公園での野外ステージが9月9日[26]。

| 野外ステージ | 9月9日 | キュウソネコカミ／clammbon／クリープハイプ／SUPER BEAVER／東京スカパラダイスオーケストラ／May Hair is Bad／UNISON SQUARE GARDEN／ヤバイＴシャツ屋さん／YONIGE／ フレンズ（Opening Act） |

### 2019年
- ライブハウスステージが8月24日 - 9月1日の9日間、井頭公園の野外ステージが9月8日[27]。

| 野外ステージ | 9月8日 | [Alexandros]／indigo la End／ORANGE RANGE／KEYTALK／キュウソネコカミ／Saucy Dog／SHISHAMO／SUPER BEAVER／STRAIGHTENER／ Creepy Nuts（Opening Act） |

### 2020年
- 5月25日に開催中止決定[7][28]

### 2021年
- ライブハウスステージはHEAVEN'S ROCK宇都宮VJ-2にて8月30日 - 9月5日まで開催されたが、9月11日・12日の2日間で開催予定だった井頭公園野外ステージでの「JA共済 presents RADIO BERRY ベリテンライブ2021 Special」は、新型コロナウイルスデルタ株の流行や緊急事態宣言の発令も有り8月23日に中止決定[29][30]。

### 2022年
- ライブハウスステージがHEAVEN'S ROCK宇都宮VJ-2にて8月29日 - 9月4日の7日間、井頭公園の野外ステージ「JA共済presents RADIO BERRY ベリテンライブ2022 Special」が9月10日・11日開催[31]。
- ベリテンライブ2022Special AFTER FAN Meetingを本社イベントスペースで10月8日に実施[32][33]

| 野外ステージ | 9月10日 | 秋山黄色／キュウソネコカミ／Saucy Dog／SUPER BEAVER／Novelbright／04 Limited Sazabys／フレデリック／マカロニえんぴつ／ヤバイＴシャツ屋さん                                                                |
| 野外ステージ | 9月11日 | Creepy Nuts／クリープハイプ／ザ・クロマニヨンズ／Vaundy／ハルカミライ（※）／Hamp Back／ハンブレッダーズ／My Hair is Bad／MAN WITH A MISSION ※ハルカミライが負傷により出演キャンセルとなり、ねぐせ。が代演 |

### 2023年
- ライブハウスステージがHEAVEN'S ROCK宇都宮VJ-2にて8月28日 - 9月3日の7日間、井頭公園の野外ステージ「JA共済presents RADIO BERRY ベリテンライブ2023 Special」が9月9日・10日開催[35]。
- 県や市などにより構成されるいがしらリゾート活性化協議会がハンモックなどを設置した休憩用リラックスゾーンを設ける[1]。

| 会場         | 月日    | 出演者 |
| ライブハウス | 8月28日 | Atomic Skipper／the quient room／berry meet |
| ライブハウス | 8月29日 | 35.7／トンボコープ／なきごと |
| ライブハウス | 8月30日 | Blue Mash／bokula.／ルサンチマン |
| ライブハウス | 8月31日 | あたらよ／黒子首／mekakushe |
| ライブハウス | 9月1日  | グソクムズ／リュックと添い寝ごはん／浪漫革命／Leaps and Bounds |
| ライブハウス | 9月2日  | ケプラ／シンガーズハイ／パーカーズ／The Gentle Flower, |
| ライブハウス | 9月3日  | Ochunism／Klang Ruler／チョーキューメイ／レトロリロン |
| 野外ステージ | 9月9日  | ［Alexandros］／クリープパイプ／10-FEET／ハルカミライ／ハンブレッダーズ／04 Limited Sazabys／My Hair is Bad／ヤバイTシャツ屋さん／UNISON SQUARE GARDEN／WurtS                                        |
| 野外ステージ | 9月10日 | 秋山黄色／キタニタツヤ／キュウソネコカミ(※)／Creepy Nuts／go!go!vanillas／女王蜂／This is LAST／ねぐせ。／BLUE ENCOUNT／ヤングスキニー ※キュウソネコカミは出演キャンセルとなり、シンガーズハイが代演 |

### 2024年
- ライブハウスステージはHEAVEN'S ROCK宇都宮VJ-2にて「ベリテンライブ2024～HEAVEN'S ROCK宇都宮VJ-2～」が8月26日から9月1日までの7日間、井頭公園での野外ステージ「JA共済 presents RADIO BERRY 30th ANNIVERSARY ベリテンライブ2024 Special」が9月7日・8日の2日間の開催予定[37]。
- ベリテンライブ20回目を記念したポスター展を8月下旬に福田屋ショッピングプラザ宇都宮店にて実施[38]。
- 9月8日は、雷雨により一時中断後の16時27分に中止決定。落雷によりテントで待機していたスタッフが足のしびれを訴え6人が救急搬送された[39]。

| 会場         | 月日    | 出演者 |
| ライブハウス | 8月26日 | Fish and Lips／ミニマムジーク／606号室 |
| ライブハウス | 8月27日 | ちゃくら／バーカーズ／Bocchi |
| ライブハウス | 8月28日 | アルステイク／Bye-Bye-handの方程式／Blue Mash |
| ライブハウス | 8月29日 | インナージャーニー／帝国喫茶／トンボコープ |
| ライブハウス | 8月30日 | アンとわたし／UtaKata／ウマシカて |
| ライブハウス | 8月31日 | Klang Ruler／G over／muque／.NERU |
| ライブハウス | 9月1日  | TRACK15／berry meet／レトロマイガール！！／Coconuts Cats |
| 野外ステージ | 9月7日  | 秋山黄色／キュウソネコカミ／Saucy Dog／Chevon／ねぐせ。／PEOPLE1／フレデリック／BLUE ENCOUNT／緑黄色社会 |
| 野外ステージ | 9月8日  | I's／ザ・クロマニヨンズ／go!go!vanillas／サバシスター／サンボマスター／10-FEET／04 Limited Sazabys／ヤバイTシャツ屋さん／WurtS （※雷雨中止のため、04 Limited Sazabys、ザ・クロマニヨンズ、10-FEETはパフォーマンス無しに） |

### 2025年
- 前年の落雷によるスタッフ負傷を考慮し、井頭公園での野外ステージ開催日を9月最終週に変更し、2025年は9月27日・28日開催予定とした[40]。

| 会場         | 月日    | 出演者 |
| 野外ステージ | 9月27日 |        |
| 野外ステージ | 9月28日 |        |